# Лахта (станція)
Лахта — залізнична станція Сестрорецького напрямку Жовтневої залізниці в Санкт-Петербурзі, в центрі історичного району Лахта, поруч з Приморським шосе. На станції дві колії та дві берегові платформи.
Станція була відкрита 12 липня 1894 року одночасно з пуском ділянки Вузлова — Лахта Приморської Санкт-Петербург-Сестрорецької залізниці